# Katha Ankahee
 (mai 2024).
Si vous disposez d'ouvrages ou d'articles de référence ou si vous connaissez des sites web de qualité traitant du thème abordé ici, merci de compléter l'article en donnant les références utiles à sa vérifiabilité et en les liant à la section « Notes et références ».
Katha Ankahee (en hindi : कहानी अनकही, littéralement « Une histoire non racontée ») est une série télévisée indienne diffusée du 5 décembre 2022 au 1er décembre 2023 sur Sony TV. Créée par Ravi Bhushan et produite par Sphere Origins, la série est une adaptation officielle de la série turque Binbir Gece (Mille et une nuits), elle-même inspirée du célèbre recueil de contes arabes.

## Synopsis
Katha Singh, une mère célibataire de la classe moyenne, lutte pour financer le traitement de son fils Aarav, atteint d’un cancer du sang. Face à l’indifférence de sa belle-famille, elle trouve un emploi dans une entreprise d’architecture, Earthcon Private Limited, dirigée par Viaan Raghuvanshi, un homme brillant mais cynique, marqué par l’abandon de son père. Katha, contrainte de dissimuler son statut de mère célibataire à cause d’une politique d’entreprise obsolète, se retrouve confrontée à un dilemme moral lorsque Viaan lui propose une somme d’argent en échange d’une nuit avec lui.
Ce geste, inspiré par la méfiance de Viaan envers les femmes, bouleverse profondément Katha. Malgré l’humiliation, elle accepte pour sauver son fils. Mais cette décision déclenche une série d’événements complexes mêlant culpabilité, rédemption, et sentiments naissants entre les deux protagonistes.

## Distribution principale
- Aditi Sharma : Katha Singh
- Adnan Khan : Viaan Raghuvanshi
- Ajinkya Mishra : Aarav Singh (fils de Katha)
- Samar Vermani : Ehsan, ami et associé de Viaan
- Gireesh Sahdev : Kailash Garewal, beau-père de Katha
- Sheen Dass : Reet Garewal, belle-sœur de Katha
- Bidisha Ghosh Sharma : Teji Raghuvanshi, mère de Viaan

## Production
La série est produite par Sunjoy Waddhwa sous la bannière de Sphere Origins. Le tournage s’est déroulé à Mumbai avec un format multi-caméras. Katha Ankahee a été saluée pour sa narration émotionnelle, ses performances d’acteurs et sa capacité à aborder des thèmes sociaux sensibles comme la condition des femmes, la parentalité monoparentale et les dilemmes moraux.

## Origine et adaptation
Katha Ankahee est l’adaptation indienne de la série turque Binbir Gece (2006–2009), qui raconte l’histoire de Sehrazat, une jeune veuve contrainte d’accepter une proposition humiliante pour sauver son fils atteint de leucémie. La version indienne transpose cette trame dans un contexte contemporain indien, en mettant l’accent sur les dynamiques familiales et professionnelles.

## Réception
La série a connu un succès critique et populaire en Inde, notamment grâce à la performance d’Aditi Sharma dans le rôle de Katha. Elle a été saluée pour sa représentation nuancée des relations humaines et pour avoir abordé des sujets rarement traités dans les feuilletons traditionnels.

## Épisodes
La série compte 260 épisodes répartis sur deux saisons. Elle est disponible en streaming sur la plateforme SonyLIV.